# I Lituani
I Lituani (título original en italiano; en español, Los lituanos) es una ópera en un prólogo y tres actos con música de Amilcare Ponchielli y libreto en italiano de Antonio Ghislanzoni, basado en Adam Mickiewicz (Konrad Wallenrod, 1827). Se estrenó en el Teatro de La Scala de Milán el 7 de marzo de 1874.
Ponchielli parece el autor de una sola ópera, La Gioconda que, desde su estreno y a pesar de las tremendas exigencias vocales que impone, sigue reapareciendo en los escenarios. Su carrera hasta esta consagración fue laboriosa, ya que sus primeras partituras no se representaron, o solo obtuvieron una aceptación local en su tierra, Cremona, o fracasaron abiertamente. Solo una reposición de I promessi sposi, basada en la novela homónima de Manzoni, consiguió el favor del público de Turín y Milán. Fue entonces cuando la Scala le hizo su primer encargo, I Lituani, estrenada el 1874 con una acogida muy favorable.
Ponchielli es, junto con Boito y Carlos Gomes, el encargado de cerrar la herencia verdiana en la ópera y dejar abierta la llegada del verismo. Aun así en algunos momentos de su obra más afortunada se esbozan las soluciones del recitado naturalista que ampliaron Mascagni, Leoncavallo y otros iniciadores de la Nueva Escuela. Se puede afirmar de Ponchielli que, siendo un custodio de la tradición romántica tardía, no ignoró que ya estaba entrando en un nuevo movimiento. 
Esta ópera se representa muy poco. En las estadísticas de Operabase aparece con solo una representación en el período 2005-2010.

## Personajes
| Personaje                     | Tesitura | Reparto el 7 de marzo de 1874 Director: Franco Faccio |
| ----------------------------- | -------- | ----------------------------------------------------- |
| Arnoldo, príncipe lituano.    | barítono | Francesco Pandolfini                                  |
| Aldona, hermana de Arnoldo.   | soprano  | Antonietta Frietsche                                  |
| Albano, un viejo bardo        | bajo     | Giulio Petit                                          |
| Walter, enamorado de Aldona.  | tenor    | Luigi Bolis                                           |
| Vitoldo, un renegado lituano. | bajo     |                                                       |
| Un trovador.                  | soprano  |                                                       |